# Nationell Patientöversikt
Nationell Patientöversikt (NPÖ) är en del av den svenska nationella IT-strategin för vård och omsorg. NPÖ samlar information (inklusive patientjournaler) från olika vårdsystem hos landsting, kommuner och privata vårdgivare, som med patientens medgivande kan bli tillgänglig för behöriga användare var som helst i landet.
NPÖ ger vård- och omsorgspersonal möjlighet till en bättre planering och samma information går att läsa från alla vårdgivare på likadant sätt. Med NPÖ finns all information tillgänglig via direktåtkomst till andra vårdgivares journalsystem vilket minskar administrativ tid som idag läggs på att ringa, söka och beställa kopior av information.
Den samlade nyttan med NPÖ blir större ju mer information det finns tillgängligt. Nationell patientöversikt (NPÖ) och e-tjänsten Journalen ger patienter och vårdgivare tillgång till samma information då båda har samma källa. Tillgång till informationen ger en bättre helhetsbild av patientens vård vilket kan leda till ökad kvalitet. Det kan också leda till minskade kostnader genom att undvika tidskrävande dubbelarbete samt utgöra verktyg för bättre planering och samordning mellan vårdgivare.
NPÖ är baserat på flera underliggande tekniska tjänster:
- Katalogtjänst HSA -  en elektronisk katalog med kvalitetsgranskade uppgifter om personer och verksamheter inom svensk vård och omsorg
- Identifieringstjänst SITHS - För identifiering och autentisering med hjälp av kort
- Sjunet - Används för kommunikation mellan NPÖ och verksamhetssystemet
- Säkerhetstjänster - Patientens samtycke och eventuella spärrar som patienten bestämmer sig för styrs från Säkerhetstjänster.
- Tillgänglig Patient (TGP) - tjänst som möjliggör begränsning av åtkomst av data

2013 sammanfogades Inera och CeHis.